# Aratea de Leiden
Aratea de Leiden es un manuscrito ilustrado carolingio que contiene varios capítulos copiados de un tratado de astronomía y meteorología llamados Phainomena (del latín: Phainomena ‘Fenómenos’) hechos por Arato de Solos (o Aratus de Soli o de Soles), Cilicia (310-245adC) (traducción latina de Germánico ) dedicado a las constelaciones, de ahí su nombre Aratea. 
El manuscrito fue realizado alrededor del año 825 en Lotaringia (probablemente Aix-la-Chapelle y Metz ). Su patrocinador fue probablemente el rey Ludovico Pío.

## Contenido
El manuscrito está compuesto de treinta y cinco páginas que son de crucial importancia para la comprensión de los conocimientos astronómicos de la Alta Edad Media, los mismos que prevalecieron durante más de un milenio en la cosmovisión occidental. Tableros enmarcados cubiertos por hermosas figuras coloreadas reflejan una copia muy antigua del modelo estilizado que sirvió de modelo. Esta técnica permitía conseguir modelos con formas muy naturales, generando volúmenes con toques de luces blancas. En cada miniatura, se ven representadas las estrellas de las constelaciones correspondientes al héroe, divinidad, animal u objeto representado, a través de pequeños círculos de pan de oro.
Otra característica a destacar del contenido del manuscrito sería la tipografía utilizada. Ya que es consecuencia natural de las tradiciones antiguas de las que fue apropiado. El texto está escrito con una forma llamada "mayúscula rústica". Un tipo de letra creada en la Roma antigua, basada en las letras talladas en piedra. La línea horizontal de cada trazo se daba por el proceso físico del tallado de piedra con cincel. Adheriendose así, una vez más, a las convenciones establecidas en la antigüedad.
Desde el año 1600, al manuscrito le faltan cuatro constelaciones del ciclo de Phainomena. El códice tiene 99 folios de pergaminos , con tamaño de 225 × 200 mm y contiene 39 miniaturas representando constelaciones, las estaciones y planetas.
El texto original, escrito en griego por Arato, abarca desde el segundo folio hasta el reverso del folio 97, y fue traducido al latín por Claudio Cesar Germánico (Cayo Julio César Germánico, 15 a. C.-19) siendo esta traducción completada por Rufius Festus Avienus (Rufo Festo Avieno, finales del siglo IV.)
El manuscrito se confeccionó en el norte de Francia en torno al año mil , probablemente en la biblioteca de la abadía de San Bertin, del cual sólo dos ejemplares sobrevivieron. Es en 1573 cuando Jacob Susius obtuvo uno de estos manuscritos de un pintor de Gante, este pasó sucesivamente a manos de Hugo Grotius, Cristina de Suecia e Isaac Vossius. Por último llegó en 1690 a la biblioteca de la Universidad de Leiden , donde ahora está registrado con la referencia Voss. lat. Q 79.

## Algunas de las páginas

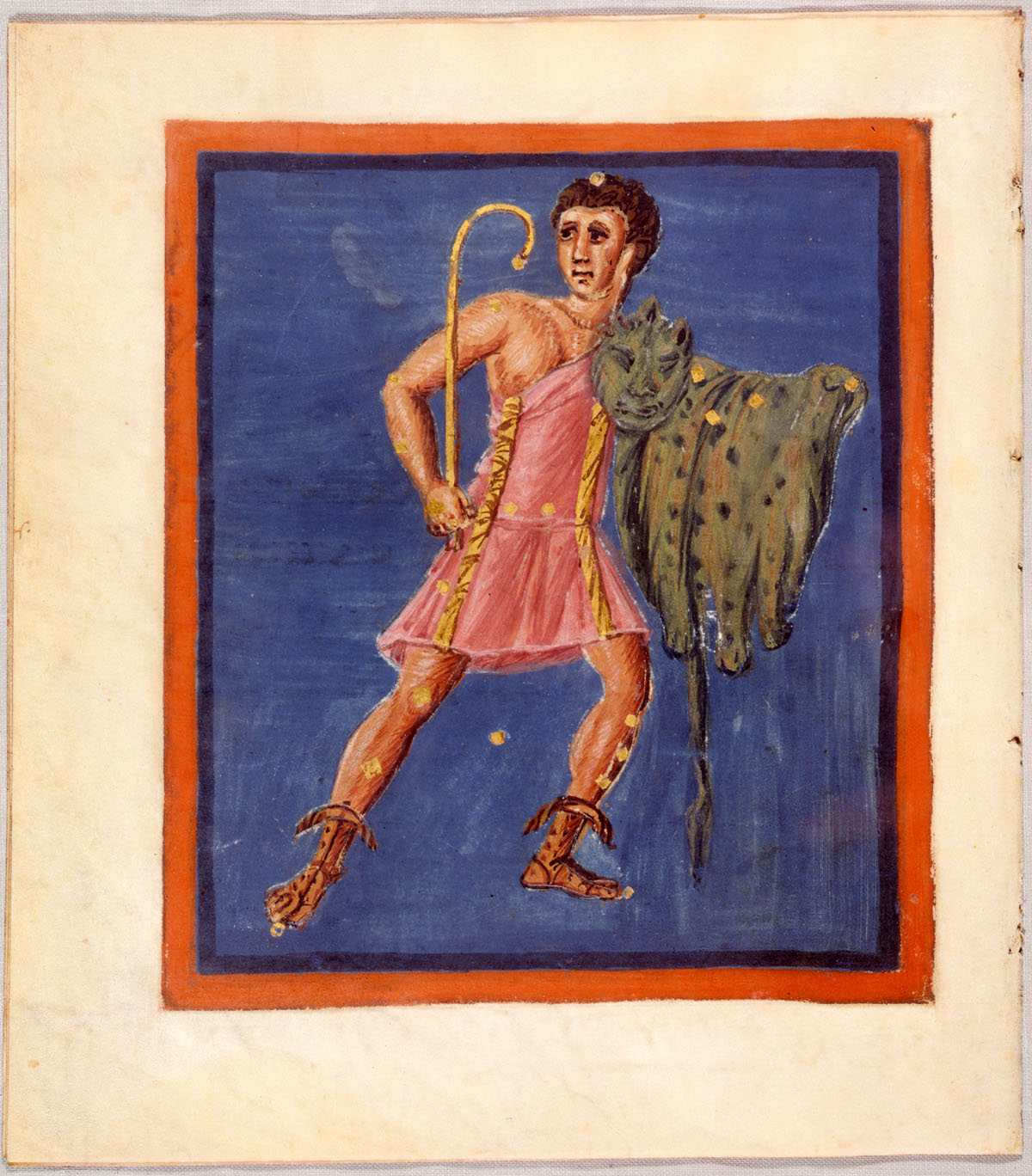
Constelación de Hércules
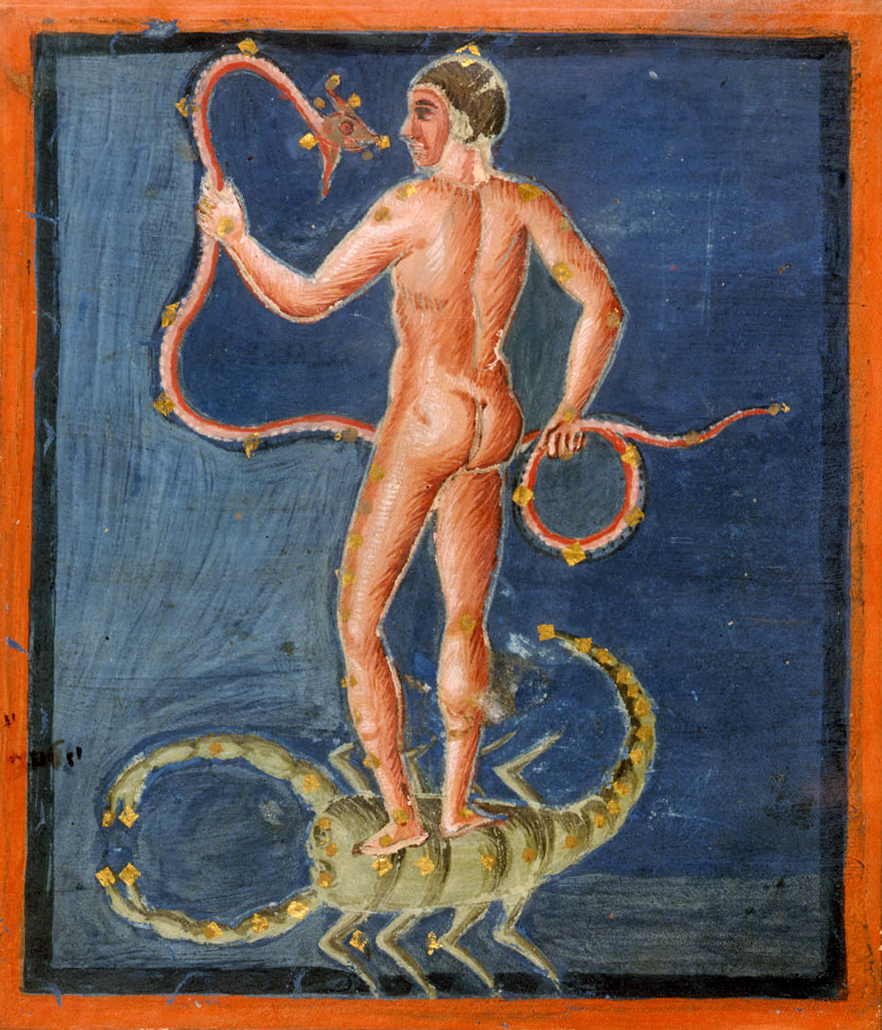
Ophiuchus, la serpiente y es escorpión
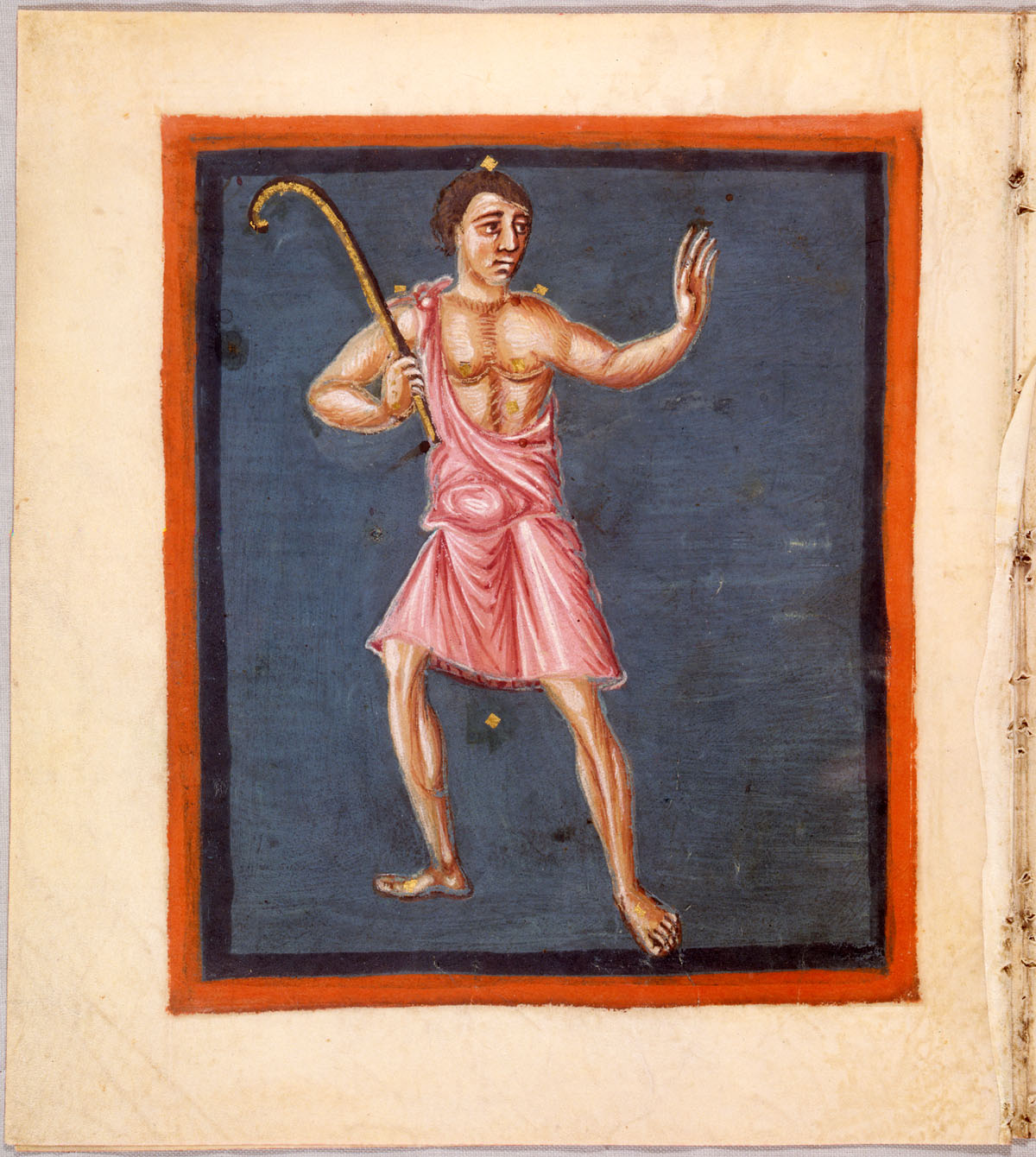
Constelación del Boyero (Boôtes)
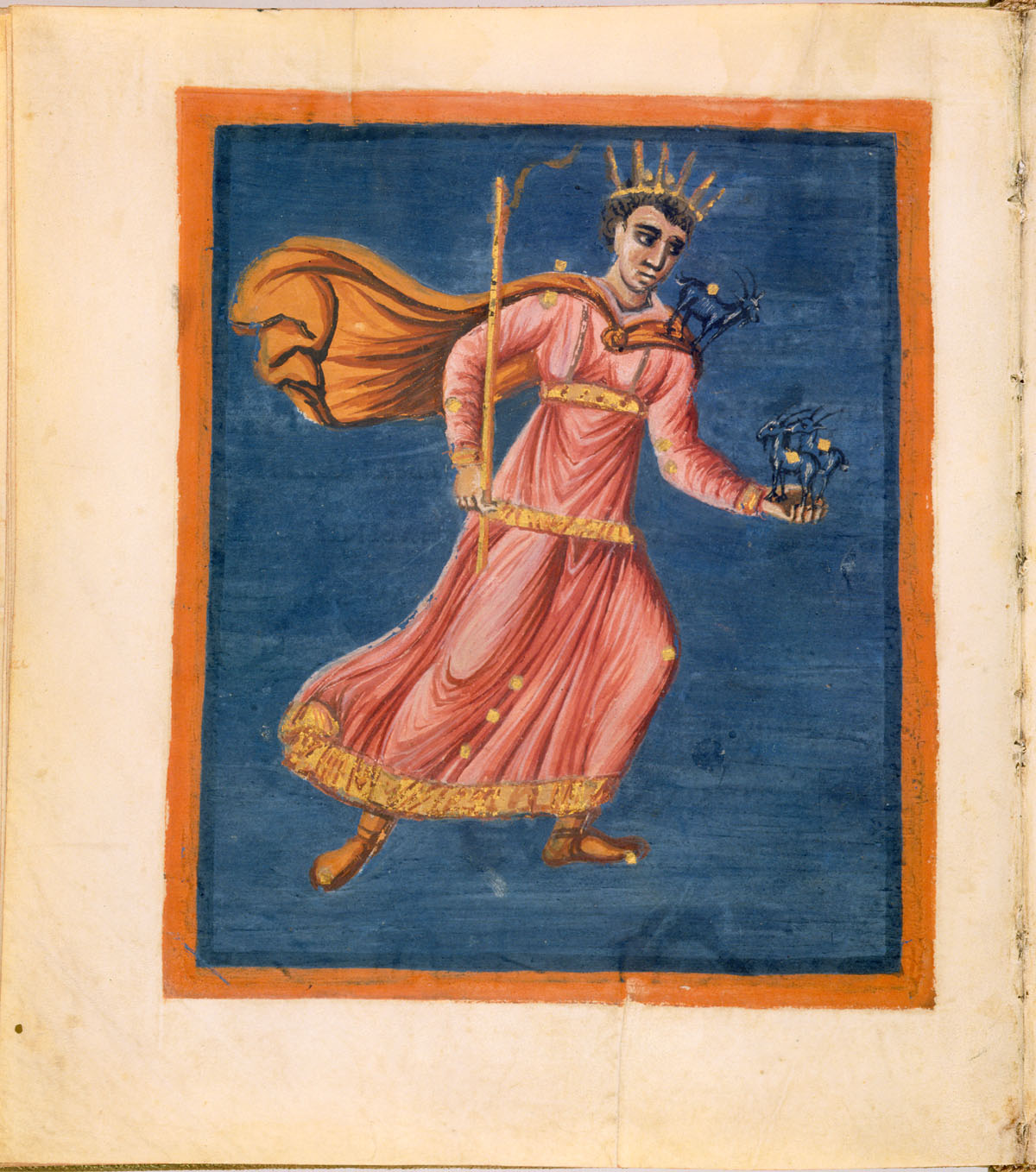
Constelación de Auriga (Auriga)
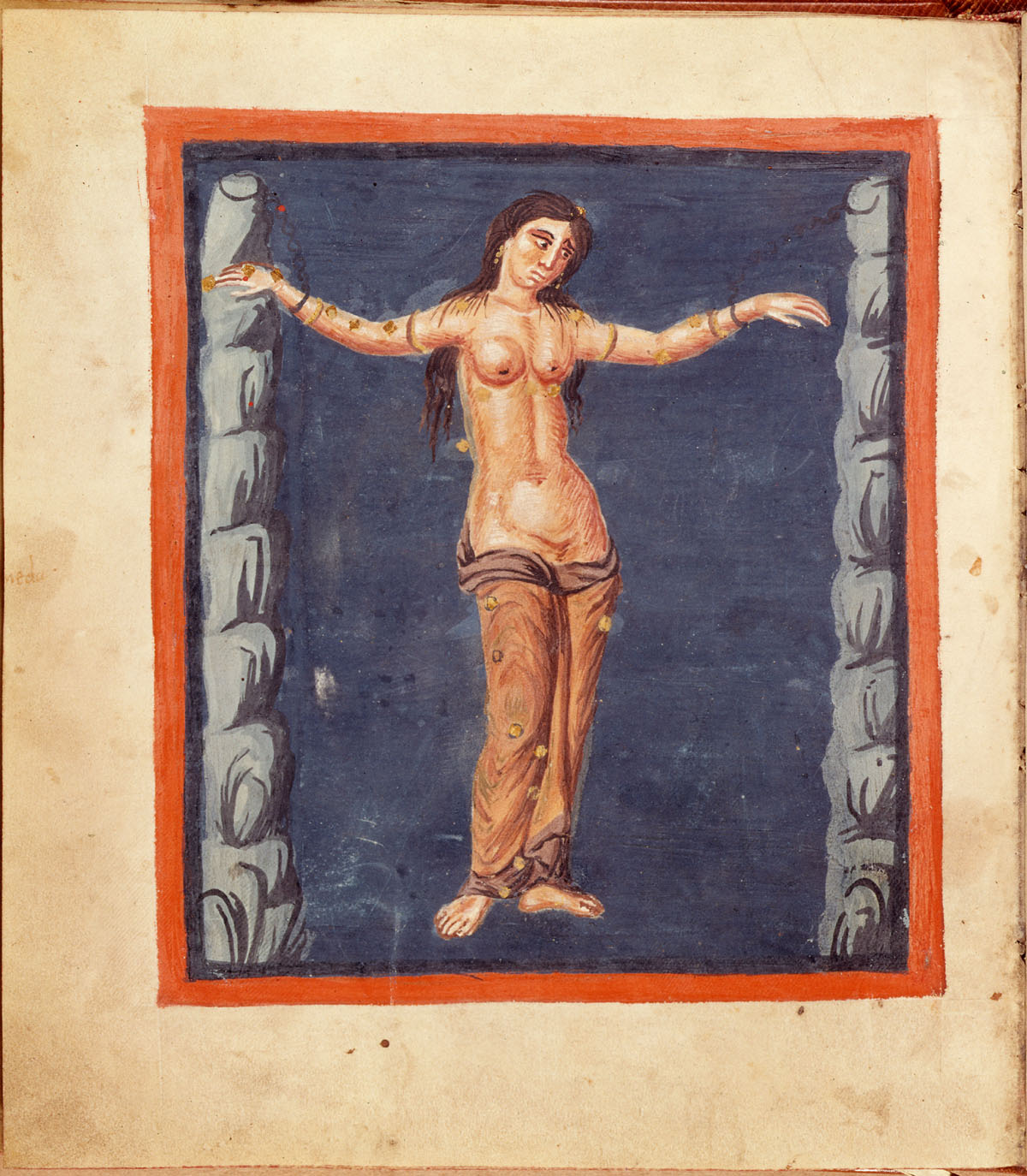
Constelación de AurigaAndrómeda
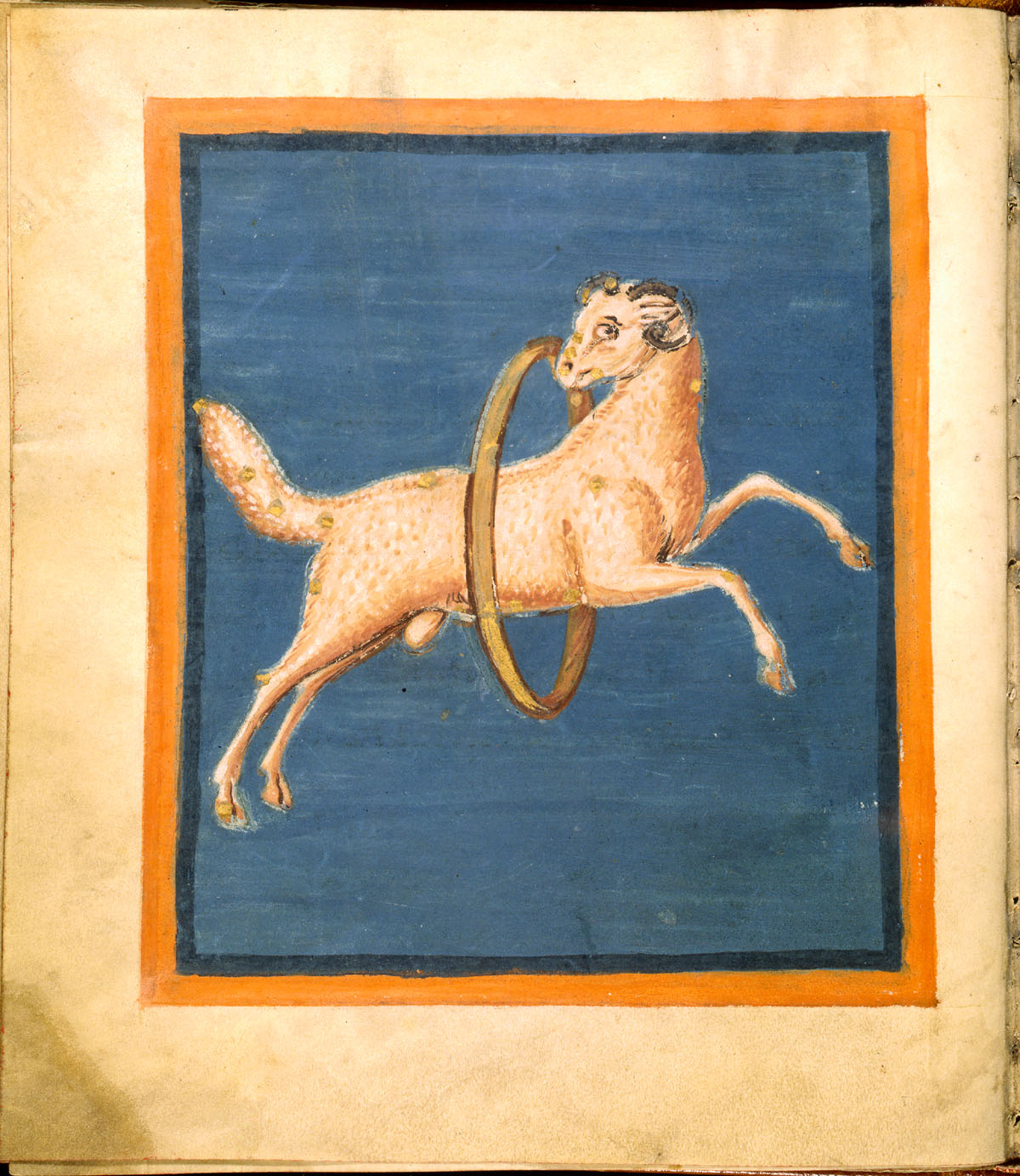
Constelación de Aries (Aries)
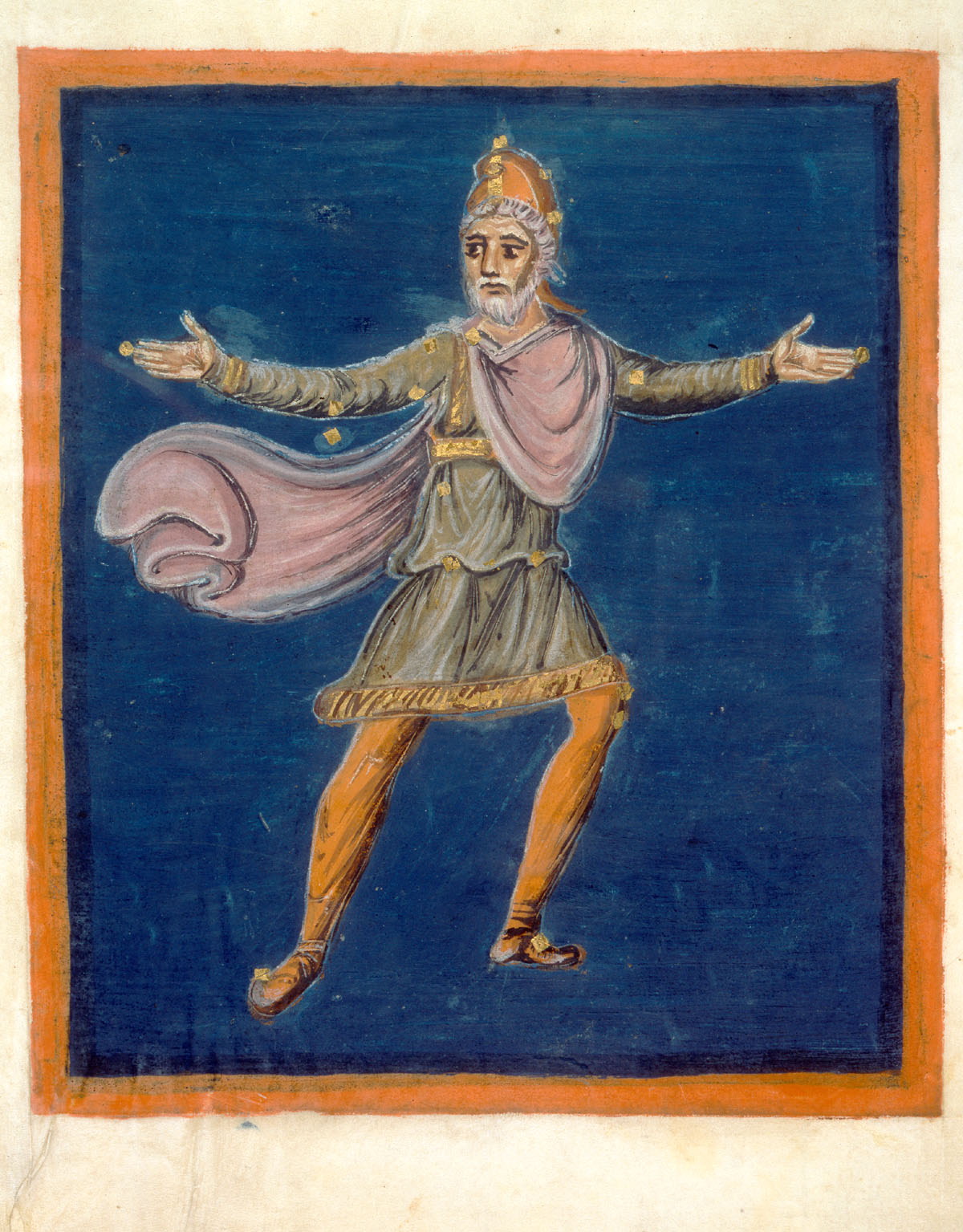
Constelación de Cefeo